# 大湖神社
大湖神社為台灣日治時期新竹州大湖郡的神社，建於昭和十六年（西元1941年）3月25日，社格為無格社，祭奉北白川宮能久親王與大國魂命、豐受大神。

## 歷史[1]
清末大湖開墾時，當地為七寮崠公墓。日治時代初期，在龜山公園以及義民爺角頂坪設有大湖以及南湖遙拜所，隨後神社啟用，遙拜所廢止、由豊嶋義憲擔任社掌。戰後改建為忠烈祠，並有陸軍兵營。昭忠塔落成後，該忠烈祠逐漸荒廢失修，隨後作為大湖國中遷校後的校地。現存兩座石燈籠於苗栗法寶寺入口處。